# Injection d'un plastique
En plasturgie, l'injection d'un plastique permet d'obtenir en une seule opération des pièces finies, de formes complexes, dans une gamme de masses de quelques grammes à plusieurs kilogrammes.

## Principe de l'injection
Légende :

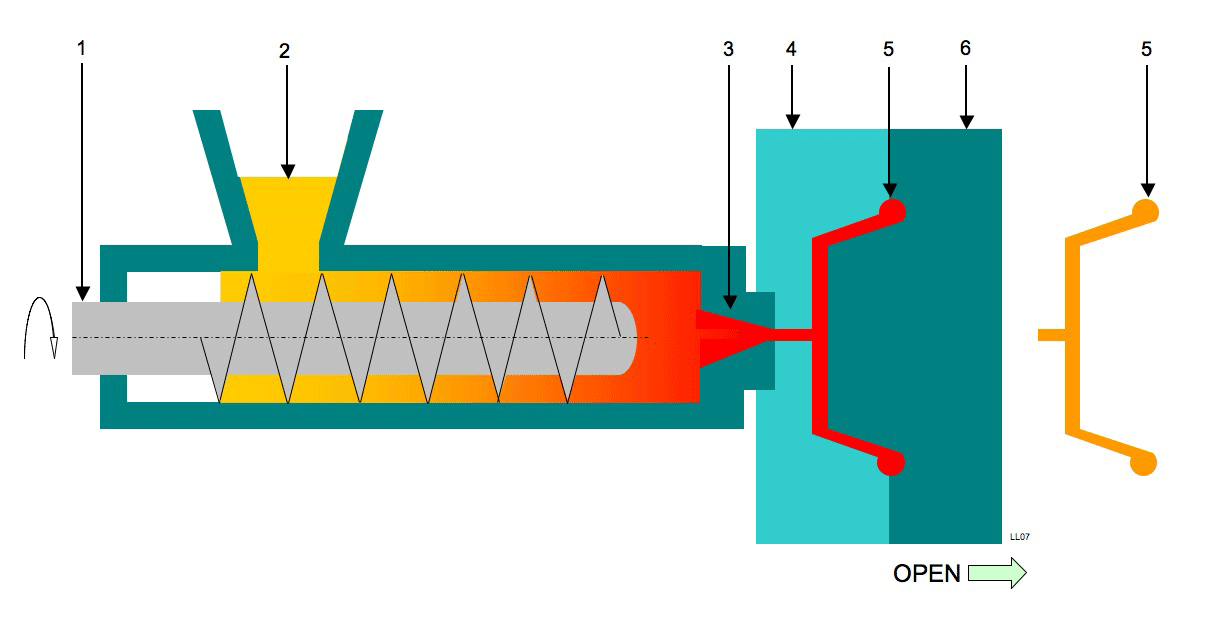
Schéma de principe d'une presse à injecter.

1. Vis de plastification contrôlée par la presse
2. Trémie d'alimentation
3. Buse d'injection
4. Partie fixe du moule
5. Empreinte/pièce
6. Partie mobile du moule

1+2+3 = Cylindre de plastification (ensemble vis-fourreau).
Les fonctions du système de plastification et d'injection consistent à fondre la matière plastique et à l'injecter dans le moule.
La presse contrôle la vitesse et la pression d'injection de la matière dans le moule.
Contrairement au moulage de pièces métalliques, le temps de cycle pour fabriquer une pièce en injection dépasse rarement la minute. De plus le moule est constamment thermorégulé par un circuit de refroidissement.
- Tout d'abord, l'empreinte du moule est remplie en moins d'une seconde pour les petites pièces (touches de téléphones portables, presse-étoupe…) et en quelques secondes pour les pièces de plus gros volumes (dossier de chaise, pare-chocs de voiture, pièces de carrosserie, etc.).
- Ensuite vient la phase de maintien ou de compactage durant laquelle la presse met l'empreinte sous pression en injectant plus de matières afin de combler le retrait du plastique.
- Pour finir, les pièces sont extraites, souvent avec l'aide d'une batterie d’éjection, par une opération de préhension manuelle, par des manipulateurs automatiques, ou par gravité.

## Outillage

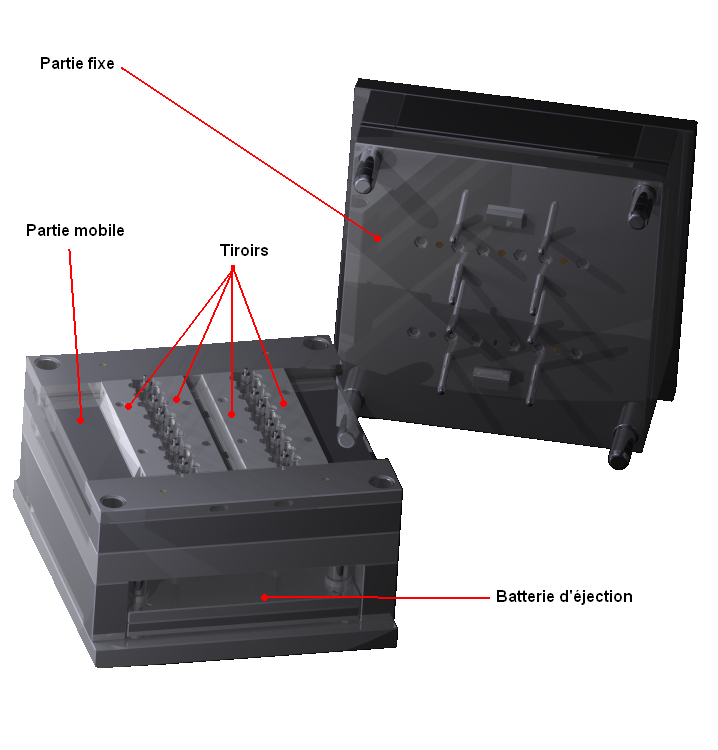
Moule à quatre tiroirs.

L'outillage ou moule, est en général constitué d'une partie destinée à être fixée sur le plateau fixe de la presse, et d'une partie qui va être fixée sur le plateau mobile et qui va se déplacer pour pouvoir libérer la pièce une fois refroidie. Il est souvent doté d'un système d'éjection chargé de pousser la pièce en dehors du moule et, selon les besoins, de parties moulantes mobiles permettant de réaliser les formes en contre-dépouille. 
Un moule doit remplir plusieurs fonctions :
- fonction mise en forme ;
- fonction alimentation ;
- fonction régulation ;
- fonction refroidissement de la pièce ;
- fonction éjection.

### Fonction mise en forme ou empreinte
Dans un moule d'injection, le nombre d'empreintes est généralement un nombre pair (en dehors des moules mono-empreinte) pour des raisons d'équilibrage de remplissage.
Le choix du nombre dépend essentiellement de la quantité à produire à fin de vie du moule.
La forme de la pièce se fait par l'empreinte qui se répartit entre les deux parties (fixe et mobile) du moule et d'autres éléments auxiliaires tels que (tiroirs - cales montantes - noyaux) dans le but de faire des formes en contre-dépouilles (des formes qui ne se démoulent pas l'axe d'ouverture du moule).

### Fonction alimentation

#### Principe
La fonction alimentation a pour but de transférer la matière plastifiée du fourreau de la presse, vers l'empreinte du moule. Au cours de ce cheminement, la matière est soumise à différentes contraintes en passant par :
- la buse d'injection ;
- le reçu de buse du moule ;
- les canaux d'alimentation ;
- les points d'injection ;
- les formes de la pièce.

#### Canaux d'alimentation
Il existe deux grands types de canaux d'alimentation :
- les canaux d'alimentation standards : Ils sont placés directement dans la plaque du moule et doivent être démoulés comme la pièce après chaque injection. La matière utilisée pour les canaux à chaque injection reste attachée à la pièce et cela nécessite une opération d'enlèvement. Le déchet doit être géré et broyé pour être recyclé.

- alimentation sans déchets ou par canaux chauds : ceux-ci doivent conduire la matière moulée dans l'empreinte sans déperdition de chaleur. Ils sont chauffés séparément de l'outillage (entre 180 °C et 300 °C suivant la matière injectée). Techniquement il faut donc isoler le canal du reste de l'outillage dont la température est nettement inférieure. La matière du canal n'est pas perdue.

### Fonction régulation
La régulation de la température de l'outillage se fait à travers un fluide caloporteur qui peut être :
1. l'eau pour des températures faibles (eau à 15 °C) ;
2. l'éthylène glycol (par exemple) pour des températures inférieures à 15 °C (généralement utilisé pour des aspects polyglace[contexte nécessaire]) ;
3. l'huile pour des températures atteignant 250 °C ou l'eau pressurisée pour des températures de 100 °C à 180 °C ;
4. l'air dans des cas extrêmes où le moule est endommagé (circuit fissuré donc fuite et défaut d'aspect).

Ce liquide est envoyé à travers des canaux percés dans la carcasse de l'outillage et les empreintes en utilisant un thermorégulateur.

### Fonction éjection
La plupart des pièces réalisées par injection plastique resteraient dans le moule après son ouverture et ne seraient pas évacuées sous l'effet de la gravité seule si aucun système d'éjection n'existait.
Plusieurs systèmes ont donc été conçus afin d'aider l'extraction de la pièce à l'ouverture du moule :

#### Éjecteurs
Les éjecteurs sont des barres métalliques cylindriques pleines (parfois creuses) qui, lors de l'ouverture du moule, viennent pousser la pièce plastique pour l'extraire du moule. Il s'agit de la technique d'éjection la plus utilisée car elle peut s'appliquer à quasiment toutes les pièces plastiques. Les traces des éjecteurs sont souvent visibles sur la pièce et sont considérées comme « inesthétiques ». Les concepteurs de pièces injectées s'arrangent alors pour que ces traces d'éjecteurs se situent sur la partie cachée de la pièce plastique lors de son utilisation.

#### Plaques dévétisseuses
La fonction de la plaque dévétisseuse est la même que celle des éjecteurs. Il s'agit d'une plaque qui va venir pousser sur les bords d'une pièce. Ces bords doivent donc se situer dans un même plan. L'avantage principal d'une plaque dévétisseuse est le fait qu'aucune marque n'est réellement visible sur la pièce finie.

## Écoulement de la matière dans le moule
L'écoulement de la matière dans le moule a fait longtemps l'objet d'études empiriques basée sur l'expérience du concepteur de moule en lien avec le concepteur de pièces. L'enjeu est considérable car un bon écoulement assure la qualité de la pièce finie et une bonne productivité. L'apport de l'informatique, et de la puissance de calcul associée, permet désormais à la rhéologie, devenue une spécialité offrant des solutions en plasturgie, d'apporter une aide à la décision au concepteur sur les choix à faire pour offrir une solution optimale.    

## Conception des pièces injectées
La conception de pièces injectées est un métier qui consiste à adapter une pièce afin de faciliter sa fabrication par injection plastique. « L'art » de concevoir une pièce injectée consiste à concevoir une pièce respectant toutes les contraintes exigées par la technique d'injection, tout en respectant le cahier des charges.

### Contraintes de conception
Des règles de conception pour les pièces injectées ont été définies grâce à l'expérience industrielle dans le domaine soit : l'éjection de l'air poussé par le plastique pendant l'injection, la diffusion égale du plastique dans le moule, la position des poussoirs qui éjectent la ou les pièce(s) finie(s), les pièces mobiles dans le moule, etc.

#### Dépouilles
Afin de faciliter l'extraction de la pièce à l'ouverture du moule, ou afin de ne pas arracher de la matière lors de l'extraction de la pièce, aucune face de la pièce injectée ne doit être strictement perpendiculaire au plan de joint du moule (autrement dit, aucune face ne doit être strictement parallèle à la direction d'ouverture du moule). Si ce n'est pas le cas, on dit de cette face qu'elle n'est pas dépouillée. Pour des raisons fonctionnelles, des exceptions peuvent survenir et certaines faces peuvent ne pas être dépouillées. La surface de ces faces doit alors être la plus petite possible.
Afin de pouvoir démouler la pièce, aucune face ne doit comporter de dépouille négative. Un angle de dépouille positif minimum valant 2° est souvent cité.
Lors de dépouille négative, on parle alors de contre-dépouille. Celles-ci ont besoin d'un système adapté pour pouvoir permettre l'éjection de la pièce (cale-montante ou tiroir).

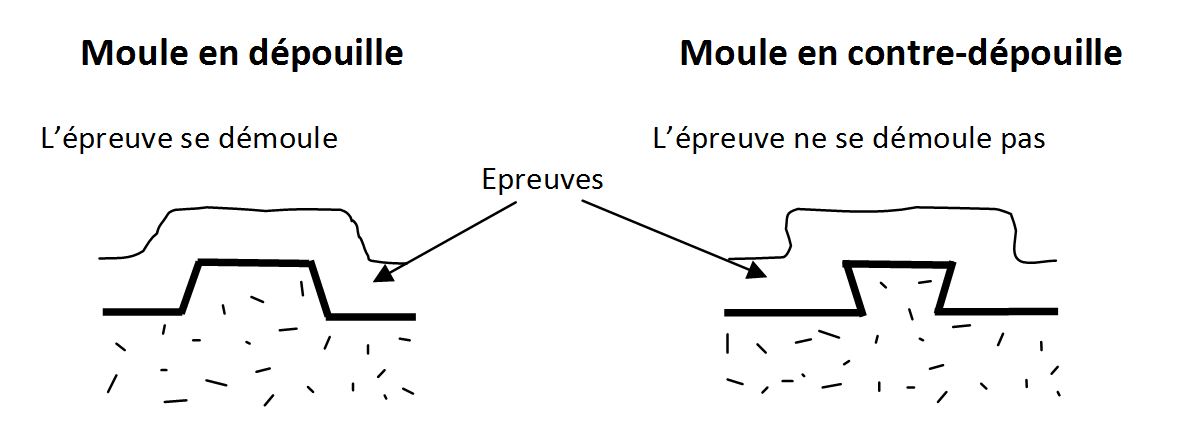
Moules en dépouille et en contre-dépouille.
Tiroir de démoulage d'une contre-dépouille.

#### Épaisseurs constantes
Pour éviter de nombreux défauts, il est conseillé d'avoir des épaisseurs constantes. Cela permet une bonne homogénéité de la matière et limite la présence de retassures ou de vacuoles.
De plus en injectant des pièces d'épaisseurs constantes, le retrait lors de la solidification est partout le même, ce qui limite l'influence des contraintes résiduelles induites. Plus les parois sont fines, plus la cadence de production sera élevée. Cet impératif de cadence ajouté au souci d'économie de matière interdisent l'utilisation de masselottes (utilisées en moulage de pièces métallique pour gérer l'alimentation des parties massives).

#### Nervurage
Comme nous l'avons vu précédemment, il est conseillé d'avoir de fines épaisseurs de pièces. Malheureusement, dans certains cas, les pièces moulées subissent des contraintes importantes pouvant entrainer leurs ruptures. 
Pour pallier ce problème, il faut renforcer la pièce tout en gardant de faibles épaisseurs. Le seul moyen à notre disposition est de mettre des nervures (généralement un triangle rectangle isocèle d'épaisseur de la pièce). 
La forme des nervures ne doivent pas gêner le moulage et démoulage (angle de dépouille).

## Défauts des pièces injectées
Ci-dessous les défauts des thermoplastiques injectés.

### Retassures
Les retassures sont dans leur grosse majorité des défauts de surface caractérisés par un affaissement de la matière, parmi elles :
- les retassures localisées : au voisinage de zones avec fortes variations d’épaisseurs (nervures) ;
- les retassures en osselets : le retrait de matière s’effectue sur une grande surface, de façon à se décoller de la paroi par pellicules (sauf sur les bords).

Mécanismes de formation :
Après le remplissage de l’empreinte et dès le commencement de son refroidissement, la matière chaude se rétracte (le retrait dépend de la matrice polymère utilisée, et des charges présentes : par exemple un polyamide PA66 avec une charge de fibre de verre de 30 % offre un retrait de 0,5 % alors que sans la charge il est de 2 %). La pression de maintien appliquée pour compenser uniformément ce retrait qui est inévitable lors du refroidissement mais les défauts apparaissent quand même.
Causes possibles :
- la pression de maintien est insuffisante, ce qui rend possible un retrait de la matière ;
- la vitesse d’injection est trop rapide, ce qui rend difficile le remplissage et rend ineffectif le maintien ;
- la matière est déjà solidifiée au niveau du seuil ce qui entraîne des difficultés pour le maintien ;
- les paramètres choisis accentuent le retrait.

Actions correctives :
- renforcer la pression de maintien ;
- baisser la vitesse d’injection et augmenter la température de la matière pour faciliter le remplissage ;
- améliorer la conception du moule (éviter les variations d’épaisseurs des pièces, placement du seuil d’injection) ;
- augmenter la température du moule et/ou diminuer la température de la matière (éviter un refroidissement trop rapide, avant que l'action de la pression de maintien fasse son œuvre).

### Jet libre
Mécanismes de formation :
La matière sort du seuil d’injection à la façon d’un jet d’eau à la sortie d’un tuyau d’arrosage. Le remplissage de l’empreinte se fait toujours en mode laminaire (écoulement de type fontaine avec projection du front de matière) mais la différence de pression entre l'entrée et la sortie du seuil fait que l'inertie prend le dessus sur la viscosité du polymère. Le front de matière est projeté jusqu’à un obstacle dans l'empreinte. L'effet sur la pièce s'avoisine à un serpentin en surface.
Causes possibles :
- mauvaise conception du moule : seuil d’injection mal positionné (positionné dans une forte épaisseur ou mal dimensionné) ;
- matière trop visqueuse ;
- pression au niveau de seuil trop importante.

Actions correctives :
- améliorer la conception du moule (augmenter la section du seuil) ;
- augmenter la température de la matière ;
- injection lente au début, puis plus rapide ;
- injecter face à une paroi du moule pour casser le jet libre.

### Défauts en ligne de soudure
Description :
- ligne de soudure marquée ;
- mauvaise résistance mécanique des lignes de soudure ;
- stries de couleur ;
- forte retassure le long de la ligne de soudure.

Mécanismes de formation :
- apparaît en fin de remplissage, la surpression dépasse le pression de maintien ;
- la jonction est facilement cassable ;
- dégradation de la coloration due à la température.

Causes possibles :
- mauvaise pression d’injection ;
- température trop basse de la matière injectée ;
- dégradation de la matière due à une surchauffe.

Actions correctives :
- augmenter la température de la matière ;
- augmenter la vitesse d’injection ;
- augmenter la température du moule ;
- diminuer les trajet d’écoulement de la matière.

### Cernes et sillons
Description :
- les cernes, ou effet fleur sont des sillons concentriques mats autour du seuil d’injection ;
- les sillons, ou effets slick-slip sont concentriques et plus ou moins creusés autour du seuil d’injection, ou dans les zones de faible épaisseur.

Mécanisme de formation :
Le flux de matière pulse dans le moule, car il avance trop lentement. Le défaut est en général plus courant dans les matières amorphes, plus visqueuses à chaud. Attention, chaque matière plastique se comporte différemment (semi-cristalline : polyamide, polyéthylène, polypropylène ; amorphe : polycarbonate, polystyrène, polyméthacrylate de méthyle (PMMA), poly(téréphtalate d'éthylène) (PET) pour bouteilles en plastique).
Les polycarbonate, poly(téréphtalate de butylène), polyamide, polypropylène sont utilisés dans la fabrication des réflecteurs (phares automobiles).
Causes possibles :
- mauvaise introduction de la matière injectée ;
- mauvaise température matière ;
- mauvaise conception du moule.

Actions correctives :
- augmenter les vitesses d’injection ;
- adapter les flux de matière (remplissage régulier) ;
- augmenter la température de la matière ;
- augmenter la température de l’outillage ;
- augmenter l’épaisseur des pièces.

### Entrainement d’air
Causes possibles :
L’air inclus peut provenir :
- d’une mauvaise plastification lors du dosage ;
- d’une mauvaise conception du moule (aspérités, rayures, renforcements, etc.).

Actions correctives :
- vérifier la qualité de la vis, choisir une unité de plastification adapté au volume de la matière ;
- augmenter la contrepression de la vis lors du dosage (freiner le recul de la vis) ;
- limiter la phase de décompression de la matière après dosage (diminuer la course de décompression) ;
- améliorer la conception du moule permettant l’évacuation de l’air ;
- utiliser un équipement de « sous-vide / vacuum » afin d'extraire l'air / gaz présents dans le moule avant l'injection.

### Sous-dosage et surdosage
Description des défauts engendrés et mécanisme de formation :
- en cas de sous-dosage la pièce obtenue est incomplète ;
- pour un surdosage, l’excès de matière se traduira par des bavures (pouvant boucher jusqu’aux éjecteurs), un surcompactage (contraintes internes, cassures, déformations).

Causes possibles :
- quantité de matière injectée insuffisante ou trop importante ;
- matelas de matière instable ou nul ;
- clapet anti-retour de la vis de plastification usé ou cassé.

Actions correctives :
- diminuer ou augmenter le dosage de matière ;
- vérifier que le matelas de matière en fin d'injection est constant ;
- changer le clapet anti-retour de la vis de plastification.

### Bulles – effets fontaine
Mécanisme de formation :
Surtout pour les pièces de forte épaisseur, le remplissage se fait par couches successives. La matière solidifiée en dernier se trouve à cœur, donc il peut y avoir formation de bulles (et être assimilées à des retassures).
Actions correctives :
- augmenter la vitesse d’injection.

### Commutation précoce – commutation tardive
Description de défauts engendrés par une commutation trop précoce :
Il existe une série de défauts déjà traités :
- pièce incomplète ;
- présence de contraintes internes (cassures, déformations) ;
- mauvaises lignes de soudure ;
- écaillage (matière déjà refroidie déplacée par de la matière chaude) alternance de zones mates et zones brillantes ;
- taches mates (matière déjà refroidie déplacée par de la matière chaude) zone satinée/mate ;
- défauts de cristallisation en forme de doigt (alternance de zones de refroidissement lente et rapide due à une différence de cristallinité) accentués par un maintien trop faible et une température du moule trop élevée.

Actions correctives :
- déplacer le point de commutation (passage de la phase injection à la phase maintien).

### Conséquence d’une commutation décalée
Une commutation tardive est assimilée à un surdosage.
En cas de commutation précoce, on réalise un sous-dosage compensé par la pression de maintien. Mais la matière plus refroidie sera moins homogène.

### Défauts dimensionnels
Actions correctives :
Pour des précisions dimensionnelles fines (µm), il faut :
- une régulation en température précise du moule ;
- un moule très rigide ;
- éviter les contraintes internes ;
- une bonne prévision du retrait ;
- surface de l’empreinte de grande qualité (rayure, corrosion, abrasion, etc.).

### Matière humide avant transformation
Selon la quantité d’humidité, le défaut a plusieurs aspects :
- givrage (microbulles forment des stries blanches en touffes) ;
- taches blanches (imperfection de surface ressemblant à de la moisissure) ;
- petites bulles (bulles dans la matière, aspect mousseux).

Mécanisme de formation :
- l’humidité présente dans la matière se transforme en vapeur d’eau lors du chauffage dans le fourreau et s’évacue sous forme de bulles de gaz.

Causes possibles :
- la matière transformée a absorbé l'humidité.

Actions correctives :
- étuver la matière avant transformation,
- mettre en place des trémies dessiccatrices.

Pour certaines matières plastiques, obtenues par polycondensation, la reprise d'humidité avant injection peut avoir de lourdes conséquences sur les propriétés mécaniques de la pièce finie.
En effet, sous l'effet de la chaleur, l'humidité présente dans la matière va se transformer en vapeur d'eau. Celle-ci va produire une hydrolyse sur les chaines macromoléculaires et briser certaines liaisons chimiques, rendant ainsi le matériau plus fragile.
Ce phénomène est facilement observable sur les polybutylènes téréphtalate (PBT).

### Incorporation d'éléments étrangers – mauvais mélangeage
Description des défauts :
- délamination (perte de lamelles) ou exfolions (pellicules) ;
- marbrures (mauvaise homogénéisation des couleurs) ;
- présence de corps métalliques : signe d’une détérioration de la vis/outillages.

Causes possibles :
- alimentation matière polluée (poussière, métal) ;
- outillage dégradé ;
- mauvaise plastification.

Actions correctives :
- incorporer une grille magnétique à la trémie ;
- éviter les mélanges ;
- adapter les paramètres de plastification à la matière.

### Combustion ou effet Diesel - carbonisation
Description :
- apparition de zones brûlées (aux extrémités) ;
- coup de feu ;
- strie de surchauffe ;
- cratères (piqures, pustules) ;
- écarts de couleur ;
- dégradation des propriétés mécaniques.

Causes possibles :
Des bulles de gaz sont comprimées et s'enflamment sous l'effet de la température (principe du moteur Diesel : compression adiabatique).
Actions correctives :
- améliorer la conception du moule ;
- optimiser les paramètres (baisser vitesse d'injection, température et pression) ;
- température matière trop haute ;
- ajouter des évents sur le moule ;
- utilisation d'un équipement de « sous-vide / vacuum » ; en ôtant l'air / gaz présents dans le moule, on diminue considérablement le risque de « brûlures ».

## Problèmes de démoulage

### Défauts à l'éjection
- Déformations.
- Les éjecteurs transpercent la pièce au moment de l'éjection.

Causes possibles :
- température matière trop importante au moment de l’éjection ;
- pression interne trop élevée ;
- mauvaise taille/disposition des éjecteurs.
- dépouille insuffisante.

Actions correctives :
- augmenter le temps de refroidissement ;
- adapter le profil des vitesses d’injection ;
- adapter la vitesse des éjecteurs ;
- baisser la température du moule ;
- vérifier que les éjecteurs soient correctement montés.

### La pièce reste coincée dans le moule – dégradation mécanique de la pièce
Dégradations irréversibles :
- cassures ;
- rainures ;
- fissures.

Causes possibles / correction :
- pression interne trop élevée ;
- la pièce reste coincée sur ses parois externes : l’éjection est trop précoce ;
- la pièce reste coincée sur ses parois internes : l’éjection est trop tardive ;
- manque de dépouille sur la pièce moulée.

### Tirage de fil
Description :
- un long fil de matière sort de la buse jusque vers la carotte, ce qui gêne l’éjection (la carotte reste accrochée).

Causes possibles / correction :
- la matière restée dans la buse au moment de démoulage est trop chaude ou trop comprimée.

## Injection gaz
Ce procédé permet d'obtenir des pièces « creuses », en injectant du gaz (le plus souvent du diazote) dans la cavité après avoir injecté le polymère, créant ainsi une bulle dans la pièce.
Il existe trois grands principes d'injection gaz :
- l'injection partielle ;
- l'injection avec masselotte ;
- la rétroinjection.

Ce procédé est utilisé pour obtenir des corps creux. Il est généralement utilisé pour éviter localement des retassures, dues à une trop forte épaisseur de matière.
À noter qu'il existe également un principe d'injection « eau ».
Dans ce cas, c'est un fluide qui est injecté dans l'outillage et qui va se frayer un passage au milieu du polymère. Ce procédé est utilisé pour réaliser des tuyaux coudés par exemple, sans nécessiter de noyaux mobiles dans l'outillage.
Le moule s'en voit fortement simplifié.
Les avantages de cette technique sont :
- réduction du temps de cycle (un circuit de refroidissement passe directement dans la pièce) ;
- coût d'outillage réduit.

Inconvénients :
- nécessite un investissement non négligeable pour le traitement d'eau, et sa récupération en « sortie » de moule ;
- les épaisseurs de pièce ainsi que la forme exacte du canal « creusé » par l'eau ne sont pas 100 % sous contrôle.